# Gewog di Phuntshothang
Il gewog di Phuntshothang è uno degli undici raggruppamenti di villaggi del distretto di Samdrup Jongkhar, nella regione Orientale, in Bhutan.